# Animal Planet
Animal Planet, gelanceerd in 1996, is een kabel- en satelliettelevisienetwerk. Eigenaar is Warner Bros. Discovery (moederbedrijf van Discovery Channel, TLC, Discovery Science, Discovery World, Investigation Discovery, CNN, HBO van Cartoon Network). Tot 2011 bezat BBC Worldwide een aandeel van 50% in Animal Planet en heeft zijn aandeel verkocht. De omroep is gericht op het maken van programma's die de relatie tussen mens en dier belichten.
De zender is verkrijgbaar in de Verenigde Staten en meer dan 70 andere landen over de hele wereld. In een aantal landen, waaronder Canada en India, is een speciale versie van Animal Planet te zien, met programma's bestemd voor deze landen. Op 1 juli 1997 startte Animal Planet in Europa. Er werd Nederlandse ondertiteling beloofd tegen eind 1997. In januari 1998 hadden vele programma's al ondertiteling via teletekst. Enkele maanden later werd de teletekst-ondertiteling vervangen door automatische DVB-ondertiteling. Op 21 april 1998 startte de zender in Vlaanderen bij Canal+. Op 16 februari 2004 startte de Nederlandse versie van Animal Planet. De reclames waren sindsdien in het Nederlands.
Eind 2005 werd een aquarium geopend in The National Aquarium (Baltimore), genaamd Animal Planet Australia: Wild Extreme. Deze naam staat symbool voor de samenwerking tussen de twee bedrijven. The National Aquarium zal programma's van Animal Planet uitzenden bij haar aquaria. Animal Planet mag films maken van de dieren in het aquarium.
Op 3 februari 2009 startte de Europese versie van Animal Planet HD. Sinds 19 maart 2010 heeft deze zender Nederlandse ondertiteling.
Per 4 juli 2011 deelde Animal Planet Nederland de zendtijd met TLC Nederland. In de ochtend en de middag was Animal Planet te zien. De avond en de nacht werd het deelkanaal ingezet voor de verspreiding van vrouwenzender TLC. Uiteindelijk kreeg Nederland opnieuw de Europese SD-versie van Animal Planet. TLC zendt tegenwoordig geen dierenprogramma's meer uit.
Discovery Communications was in 2011 nog niet in het bezit van de Belgische uitzendrechten voor de programma's van TLC. Hierdoor werd TLC direct vervangen door de SD-variant van Animal Planet Europa. Enkel bij TV Vlaanderen toonde men eerst TLC Nederland, waarbij dan de zender 's avonds op zwart ging. TV Vlaanderen gebruikt namelijk de satellietaanvoer van CanalDigitaal. TLC Nederland is echter niet in het bezit van de uitzendrechten voor België.
Ondertussen heeft België een eigen TLC. Zowel in Nederland als in België is nu de Europese versie van Animal Planet te zien, dus zonder ondertitels, in SD en in HD.

## Programma's
Er zijn veel verschillende programma's uitgezonden in de loop der jaren. Al deze programma's draaien natuurlijk om dieren, maar verschillen veel van elkaar. Zo is er de serie Animal Cops, die de dierenpolitie in verschillende steden en landen volgt, waaronder Detroit, Houston, Phoenix, San Francisco en Zuid-Afrika. Vele andere bekende series zijn Meerkat Manor, The Crocodile Hunter (gepresenteerd door Steve Irwin) en Monkey Business.